# Kpopmap
Kpopmap es una editorial de contenido de Corea del Sur que cubre dramas y música K-pop.

## Descripción general
Kpopmap es conocida por sus entrevistas, votación virtual y seguimiento de la competencia. Su trabajo ha sido utilizado por editoriales de Indonesia, Malasia, Vietnam y Corea del Sur.
Además, también son conocidos por realizar eventos como Alohao.